# Bethel Heights, Arkansas
Bethel Heights là một thành phố thuộc quận Benton, tiểu bang Arkansas, Hoa Kỳ. Năm 2010, dân số của thành phố này là 2372 người.

## Dân số
- Dân số năm 2000: 714 người.
- Dân số năm 2010: 2372 người.